# Хьельт, Эдвард
Эдвард Иммануил Хьельт (1855—1921) — финский химик и политик, профессор и ректор Императорского Александровского университета, статский советник, сенатор, являлся ключевой фигурой в развитии отношений между Германией и Финляндией.

## Биография
Изучал химию в Императорском Александровском университете и, как и большинство химиков XIX века, уехал за границу, чтобы улучшить свое образование. Учился у Йоханнеса Вислиценуса в Университете Вюрцбурга (1877—1878), у Эмиля Фишера, Эмиля Эрленмейера и Адольфа фон Байера в Мюнхенском университете (1879). Вернувшись в Хельсинки, получил степень доктора философии.
После очередного исследовательского пребывания в Германии в Страсбургском университете, работая у Рудольфа Фиттига, подготовил и защитил вторую диссертацию после защиты которой Хьельт получил должность профессора органической химии в Императорском Александровском университете.

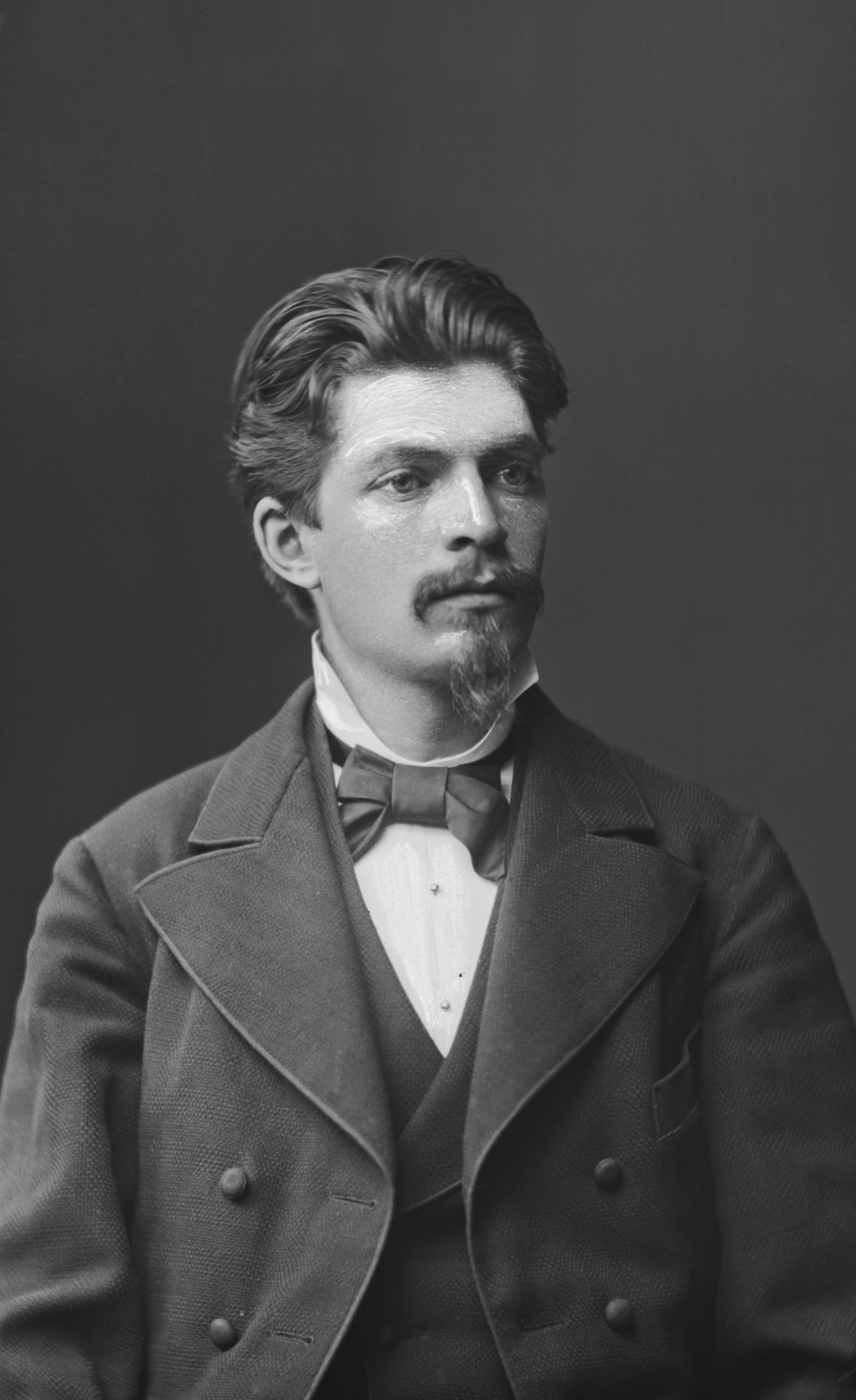
Эдвард Хьельт, будущий профессор и статский советник (1878).

Проректор Александровского университета (1896—1899) и ректор (1899—1917). Политическая суматоха после объявления февральского манифеста 1899 года российским императором Николаем II, который должен был начать русификацию Финляндии и связать Великое Герцогство Финляндии с Российской империей, вызвало студенческие демонстрации. Российским властям, особенно министру иностранных дел Финляндии Вячеславу фон Плеве и генерал-губернатору Финляндии Николаю Бобрикову, пришлось столкнуться с реакцией народа. Хьельтт смог уменьшить давление на студентов и университет, а также остановить агрессивную реакцию студентов на манифест.
С началом Первой мировой войны Хьелт увидел шанс обретения независимости Финляндии от России. Хорошие отношения Хьельта с Германией позволили ему вступить в контакт с германским генералитетом, чтобы обсудить поддержку Финляндии с немецкой стороны. Небольшая группа финских добровольцев добралась до Германии через Швецию в 1915 году. Их обучение началось осенью 1915 года; В конце группа из 2000 человек сформировала 27-й егерский батальон. Это подразделение было ядром финских белогвардейцев во время гражданской войны в Финляндии (с января по май 1918 года). 26 ноября 1917 года Хьельт вместе с Адольфом фон Бонсдорфом встретился с генералом Эрихом Людендорфом и маршалом Паулем фон Гинденбургом в штаб-квартире немецкой армии в Кройцнахе, чтобы получить дополнительную помощь в предстоящей гражданской войне. Шесть немецких батальонов высадились в Ханко и помогли финской армии вытеснить красногвардейцев из большей части опорных пунктов.
После окончания гражданской войны Хьельт подписал мирный договор между Германией и Финляндией.